# Elfriede Kaun
Elfriede Kaun   (Büttel, 5 d'octubre de 1914 - Kiel, 5 de març de 2008) va ser una atleta alemanya, especialista en salt d'alçada, que va competir durant la dècada de 1930.
El 1936 va prendre part en els Jocs Olímpics de Berlín, on va guanyar la medalla de bronze 
en la competició del salt d'alçada del programa d'atletisme.
En el seu palmarès també destaquen els campionats nacionals de 1935 a 1937. Els títols de 1936 i 1937 van ser inicialment guanyats per Dora Ratjen, però en descobrir-se que era un home fou desqualificat. El 1937 va establir el rècord del món indoor del salt de llargada. En morir, el 2008, era l'última medallista alemanya supervivent dels Jocs Olímpics de 1936.

## Millors marques
- Salt d'alçada. 1m 63cm (1939)
- Salt de llargada. 5m 76 cm (1939)[2]